# Direct Énergie/2016
Deze pagina geeft een overzicht van de wielerploeg Direct Énergie in  2016.

## Algemeen
Hoofdsponsor: Direct Énergie
Algemeen manager: Jean-René Bernaudeau
Ploegleiders: Dominique Arnould, Jimmy Engoulvent, Benoît Génauzeau en  Lylian Lebre
Fietsen: BH
Kopman: Romain Sicard

## Transfers
| Inkomend         | Team 2015                          | Uitgaand            | Team 2016                    |
| ---------------- | ---------------------------------- | ------------------- | ---------------------------- |
| Sylvain Chavanel | IAM Cycling                        | Cyril Gautier       | AG2R La Mondiale             |
| Adrien Petit     | Cofidis                            | Yukiya Arashiro     | Lampre-Merida                |
| Ryan Anderson    | Optum p/b Kelly Benefit Strategies | Pierre Rolland      | Cannondale Pro Cycling Team  |
| Romain Cardis    | Vendée U                           | Yannick Martinez    | Delko Marseille Provence KTM |
| Lilian Calmejane | Vendée U                           | Jérôme Cousin       | Cofidis                      |
| Fabien Grellier  | Vendée U                           | Dan Craven          | Cycling Academy Team         |
| Jérémy Cornu     | Vendée U                           | Morgan Lamoisson    | Onbekend                     |
|                  |                                    | Maxime Mederel      | Gestopt                      |
|                  |                                    | Jimmy Engoulvent    | Gestopt                      |
|                  |                                    | Giovanni Bernaudeau | Gestopt                      |
|                  |                                    | Vincent Jérôme      | Gestopt                      |

## Renners
| Naam               | Geboortedatum | Nationaliteit | Ploeg 2015                         |
| ------------------ | ------------- | ------------- | ---------------------------------- |
| Ryan Anderson      | 22-07-1987    | Canada        | Optum p/b Kelly Benefit Strategies |
| Thomas Boudat      | 24-02-1994    | Frankrijk     |                                    |
| Lilian Calmejane   | 06-12-1992    | Frankrijk     | Vendée U                           |
| Romain Cardis      | 12-08-1992    | Frankrijk     | Vendée U                           |
| Sylvain Chavanel   | 30-06-1979    | Frankrijk     | IAM Cycling                        |
| Bryan Coquard      | 25-04-1992    | Frankrijk     |                                    |
| Jérémy Cornu       | 07-08-1991    | Frankrijk     | Vendée U                           |
| Antoine Duchesne   | 12-09-1991    | Canada        |                                    |
| Yohann Gène        | 25-06-1981    | Frankrijk     |                                    |
| Fabien Grellier    | 31-10-1994    | Frankrijk     | Vendée U                           |
| Romain Guillemois  | 28-03-1991    | Frankrijk     |                                    |
| Tony Hurel         | 01-11-1987    | Frankrijk     |                                    |
| Fabrice Jeandesboz | 04-12-1984    | Frankrijk     |                                    |
| Julien Morice      | 20-07-1991    | Frankrijk     |                                    |
| Bryan Nauleau      | 17-03-1988    | Frankrijk     |                                    |
| Adrien Petit       | 26-09-1990    | Frankrijk     | Cofidis                            |
| Alexandre Pichot   | 06-02-1983    | Frankrijk     |                                    |
| Perrig Quéméneur   | 26-04-1984    | Frankrijk     |                                    |
| Romain Sicard      | 01-01-1988    | Frankrijk     |                                    |
| Guillaume Thévenot | 13-09-1993    | Frankrijk     |                                    |
| Angélo Tulik       | 02-12-1990    | Frankrijk     |                                    |
| Thomas Voeckler    | 22-06-1979    | Frankrijk     |                                    |

## Overwinningen
La Tropicale Amissa Bongo
3e etappe: Adrien Petit
5e etappe: Adrien Petit
6e etappe: Adrien Petit
Eindklassement: Adrien Petit
Ster van Bessèges
1e etappe: Bryan Coquard
2e etappe: Bryan Coquard
3e etappe: Sylvain Chavanel
Ronde van de Provence
1e etappe: Thomas Voeckler
Eindklassement: Thomas Voeckler
Parijs-Nice
Bergklassement: Antoine Duchesne
Route Adélie de Vitré
Winnaar: Bryan Coquard
Ronde van de Sarthe
2e etappe deel A: Bryan Coquard
Ronde van Yorkshire
3e etappe: Thomas Voeckler
Eindklassement: Thomas Voeckler
Vierdaagse van Duinkerke
1e etappe: Bryan Coquard
2e etappe: Bryan Coquard
3e etappe: Bryan Coquard
Eindklassement: Bryan Coquard
Boucles de la Mayenne
Proloog: Bryan Coquard
2e etappe: Bryan Coquard
Eindklassement: Bryan Coquard
Route du Sud
1e etappe: Bryan Coquard
2e etappe: Bryan Coquard
Ronde van Spanje
4e etappe: Lilian Calmejane
Ronde van Poitou-Charentes
4e etappe: Sylvain Chavanel
Eindklassement: Sylvain Chavanel
2000 · 2001 · 2002 · 2003 · 2004 · 2005 · 2006 · 2007 · 2008 · 2009 · 2010 · 2011 · 2012 · 2013 · 2014 · 2015 · 2016 · 2017 · 2018 · 2019 · 2020 · 2021 · 2022 · 2023 · 2024 · 2025